# Bradley Pinion
(en) Statistiques sur pro-football-reference
Bradley Alexander Pinion (né le 1er juin 1994) est américain, joueur professionnel de football américain, évoluant au poste de punter. Il est sélectionné par cette franchise lors du 5e tour de la draft 2015 de la NFL. 
Auparavant,  il avait joué au niveau universitaire en NCAA Division I FBS pour les Tigers de l'université de Clemson.

## Jeunes années
Pinion fréquente l'école secondaire Northwest Cabarrus High School à Concord, en Caroline du Nord. Il intègre ensuite l'Université Clemson où il joue au football américain.